# Maverik Center
Das Maverik Center (bis 2010 The E Center, offizielle Abkürzung für The Entertainment Center) ist eine Mehrzweckhalle in der US-amerikanischen Stadt West Valley City, südlich von Salt Lake City, im Bundesstaat Utah.

## Geschichte
Nach ihrer Eröffnung im September 1997 diente die Arena als Heimstätte des Eishockeyfranchises Utah Grizzlies, welches zwischen 1997 und 2005 in der International sowie später in der American Hockey League spielte. Nach der Auflösung der Mannschaft und ihrer Umsiedlung nach Cleveland, Ohio, zogen die früheren Lexington Men O’War nach West Valley und spielen dort seitdem ebenfalls unter dem Namen Utah Grizzlies in der ECHL weiter. Außerdem war das E Center zwischen 1999 und 2001 Heimstätte der Utah Freezz aus der World Indoor Soccer League sowie von 2003 bis 2004 das Zuhause der Utah Warriors aus der National Indoor Football League. Seit 2022 tragen die Salt Lake City Stars aus der NBA G-League ihre Spiele im Maverik Center aus.
2002 war die Halle Wettkampfstätte der Olympischen Winterspiele in Salt Lake City, in deren Rahmen das olympische Eishockeyturnier in der Arena ausgespielt wurde. Zudem gilt das E Center als eine der wichtigsten Veranstaltungs- und Konzerthallen der Umgebung.
Im Juni 2010 wurde die Maverik-Firmengruppe die Namenssponsor der Arena.